# Lontano (Francesca Michielin)
Lontano è un singolo della cantante italiana Francesca Michielin, pubblicato il 25 settembre 2015 come terzo estratto dal secondo album in studio di20.

## Descrizione
Il brano è stato scritto da Fortunato Zampaglione e prodotto da Michele Canova Iorfida.

## Video musicale
Il videoclip, pubblicato il 2 ottobre 2015 sul canale Vevo della cantante, è stato diretto da Giacomo Triglia, che ha anche diretto i due precedenti video L'amore esiste e Battito di ciglia.

## Tracce
1. Lontano – 3:06 (Fortunato Zampaglione)

## Classifiche
| Classifica (2015)         | Posizione massima |
| ------------------------- | ----------------- |
| Italia                    | 99                |
| Italia (airplay)          | 55                |
| Italia (airplay italiane) | 27                |